# كهريز سرخ (بربرود الغربي)
کهریز سرخ (بالفارسية: کهریزسرخ) هي قرية تقع في إيران في قسم بربرود الغربي الریفي. يقدر عدد سكانها بـ 161 نسمة .